# Cinq grosses fermes
En France, sous l'Ancien Régime, les cinq grosses fermes étaient les principales traites affermées, par un bail unique, à un fermier unique. En effet, certains impôts et taxes n'étaient pas perçu directement par l'État, mais étaient affermés à des financiers que l'on appelait fermiers ou traitants (parce qu'ils signaient un traité avec l'État). Ils avançaient à l'État l'argent de certains impôts et se remboursaient en percevant les impôts. La qualité de fermier n'avait rien à voir avec celle d'un officier de finances propriétaire de sa charge, il était seulement un bailleur de capitaux. 
L'un des objectifs de la mise en place des « cinq grosses fermes » était de favoriser l'approvisionnement de Paris, en favorisant la libre circulation des marchandises dans cette zone et l'imposition de lourdes taxes si elles en sortaient.
Mais ce système, qui avait donné lieu à plusieurs scandales, et bien que réformé à de nombreuses reprises, entraînait d'énormes déperditions financières. Aussi apparaissait-il comme anarchique et même anachronique. Il fut l'une des causes de la Révolution française.

## Définition
Les cinq grosses fermes sont établies par Henri III, en 1584. Les cinq grosses fermes données à bail (affermées), pour un nombre d'années fixes étaient :
1. Les gabelles ;
2. L'octroi de Paris (taxes dues sur certaines denrées basiques, entrant à Paris, telles que l'huile, le sucre, le vin, etc.) ;
3. Les droits de traites ;
4. La ferme du tabac (la vente exclusive du tabac) créée en 1674-1675 ;
5. Le « domaine d'Occident » ou ferme d'Occident créée en 1674-1675.

Également créée en 1674-1675, la ferme du papier timbré, suscita la révolte du Papier timbré.
En 1672, Louvois, surintendant général des postes, fonde la ferme générale des postes.

## Territoire
Les cinq grosses fermes ne couvraient qu'une partie du royaume, dite l'étendue, qui comprenait, selon l'article 3 du titre Ier de l'ordonnance du mois de février 1687, portant règlement sur le fait des cinq grosses fermes, les provinces de Normandie, de Picardie, de Champagne, de Bourgogne, de Bresse, du Bourbonnais, du Berry, du Poitou, d'Aunis, d'Anjou et du Maine ainsi que celles qui y étaient enfermées, telles que le Perche, l'Île-de-France, le Nivernais et l'Orléanais. Un arrêt du Conseil d'État du 10 avril 1717 y ajouta le Beaujolais ; et une déclaration du 15 novembre 1768, la Dombes.

## Évolution
Après avoir subi divers aménagements, elles furent en 1726, réunies pour former la Ferme générale.

## Source
- Variétés historiques et littéraires : recueil de pièces volantes rares et curieuses, en prose et en vers, revues et annotées, t. V (sur 10), Paris, P. Jannet, Libraire, mdccclvi (lire en ligne sur Gallica), p. 83.